# 西施 (1986年電視劇)
《西施》（英語：Xi Shih）是香港亞洲電視製作並於1986年7月首播的電視劇，本劇由陳靜儀故事編審、丁亮監製，是亞洲電視在1984-1987年期間開拍的三部「四大美人」劇集之一。由首次演出電視劇的黎燕珊飾演主角西施，最终成為其代表作。

## 劇情介紹
吳王闔閭乘越王勾踐新即位攻打越國，誰知被越國打敗傷重而死，越王勾踐自以為天下無敵，可以稱霸諸侯，甚至要興兵攻打吳國，太宰苦成力勸不果被罷官，范蠡與文種用計令越王勾踐暫時罷兵，范蠡（潘志文飾）邂逅西施（黎燕珊飾），西施冰雪聰明，相貌出眾，二人漸生情愫。
吳王夫差即位後，力圖復仇興兵攻打越國，越國被打敗向吳國稱臣，范蠡為了國家，決棄兒女私情，送西施赴吳侍奉夫差（白彪飾）。西施亦深明大義，含淚應允。西施與另一美女鄭旦（徐寶鳳飾）赴吳後，肩負起迷惑夫差之任務，利用奸臣伯嚭，成功離間吳國君臣，迫死大將伍子胥。乘夫差赴黃池大會之時，范認為時機成熟，出兵攻吳，吳軍大敗，夫差逃回姑蘇臺，欲先殺西施，幸范趕至。夫差知大勢已去，覺無面目見先祖，遂自刎。越王勾踐滅吳以後，故態復萌，甚至染指西施的美色。越王夫人（斑斑飾）恐西施乃不祥人，欲殺之，西施亦自覺負夫差太多，終自沉太湖。范蠡悲慟不已，感侍君如侍虎，終亦辭官歸隱田園。

## 演員表
- 黎燕珊 飾 西施
- 潘志文 飾 范蠡
- 羅石青 飾 勾踐
- 白彪 飾 夫差
- 江漢 飾 伍子胥
- 斑斑 飾 越夫人
- 熊德誠 飾 文種
- 吳彩南 飾 孔武
- 蔡倩兒 飾 巧如
- 徐寶鳳 飾 鄭旦
- 江圖 飾 伯嚭
- 梁漢威 飾 計然
- 關偉倫 飾 披離
- 鄭恕峰 飾 王孫維
- 苑麗瓊 飾 東施
- 金童 飾 陳音
- 陳彩燕 飾 吳夫人
- 鮑漢琳 飾 苦成
- 司馬華龍 飾 施樵
- 曹達華 飾 孔良
- 李岡 飾 黑肩
- 周美玲 飾 芷霞
- 尹天照 飾 太子友
- 金芷筠 飾 李嬰
- 鄧德光 飾 趙恒
- 陳亮 飾 王孫駱

## 外部連結
- 劇集西施-潘志文中文網 （页面存档备份，存于）